# Notre-Dame de Paris (film, 1942)
Pour les articles homonymes, voir Notre-Dame de Paris.
Pour plus de détails, voir Fiche technique et Distribution.
Notre-Dame de Paris est un court métrage français réalisé en 1942 par René Hervouin.

## Synopsis
Évocation de l'histoire de la cathédrale parisienne de Notre-Dame.

## Fiche technique
- Réalisation : René Hervouin
- Régisseur : Lucien Pinoteau
- Production et distribution : DisCina
- Pays :  France
- Format : Noir et blanc - 1,37:1 - 35 mm - son mono
- Durée : 25 minutes
- Genre : docufiction historique

## Distribution
- Albert Dieudonné : Napoléon Ier
- Victor Vina : le pape Pie VII
- Lise Donat
- Maurice Schutz

## Autour du film
- Dernière apparition à l'écran de l'acteur Albert Dieudonné dans son rôle fétiche de Napoléon Ier.